# Eloah
Eloah (en hebreo, אלוח Ēloah) es una de las múltiples palabras hebreas para llamar a Dios en el judaísmo, se encuentra 56 veces en el Tanaj (41 veces en el Libro de Job). 
Este es un caso inusual donde el singular deriva de un plural "Elohim",
pero cuando se refiere a Yahveh, Elohim se denomina el superlativo de Eloah. En Génesis 33:20 o Salmos 68:8 se encuentra un ejemplo similar Elohe (אלהי Ēlohy) otro singular derivado de Elohim, por lo que se consideran que Eloah y Elohe sean sinónimos.

## Etimología
Como se puede observar contiene la raíz semítica אל Ēl, aunque etimológicamente son diferentes según Fleisher, Eloha derivaría de la raíz árabe Aliha, que significa stupuit, pavore perculusus fuit, esto es, fue sorprendido y golpeado por el pavor, y no debe confundirse con alaha, 'dar honor'. Encontramos por tanto un parentesco con el árabe Alá, nombre que se usa en el islam para designar a Dios. Por tanto, el nombre Eloha expresaría esa impresión creada en el hombre por el poder de Dios; el poder que despierta terror, pavor. Aquel que es señal de la confrontación del hombre natural con Dios, y por el cual despierta terror.

## Variaciones
Esta palabra se ha presentado de varias formas en hebreo y por tanto admite varias transliteraciones, debido a las Mater lectionis (semivocales) ה antiguamente leída con un sonido parecido a una "a" (aH, Ha). Por ello, aunque el uso correcto tradicionalmente es Eloah, también es habitual ver Eloha:
אֱ֝ל֗וֹהַ אֱ֝ל֗וֹהַּ אֱ֭לוֹהַּ אֱל֑וֹהַּ אֱל֖וֹהַּ אֱל֗וֹהַּ אֱל֙וֹהַ֙ אֱל֙וֹהַּ֙ אֱל֣וֹהַ אֱל֣וֹהַּ אֱל֥וֹהַּ ׀ אֱל֨וֹהַּ אֱל֨וֹהַּ ׀ אֱל֫וֹהָ֥י אֱלֹ֔הַ אֱלֹהֵ֥י אֱלֽוֹהַּ׃ אֱלוֹהֵ֥י אֱלוֹהַ֣י אלה אלהי אלוה אלוה׃ אלוהי וְלֶאֱל֜וֹהַּ וְלֶאֱלֹ֙הַּ֙ וֶ֝אֱל֗וֹהַּ ואלוה ולאלה ולאלוה לֶ֭אֱלוֹהַּ לֶאֱל֣וֹהַּ לאלוה מֵאֱל֣וֹהַ מאלוה ’ĕ·lō·ha ’ĕ·lō·hê ’ĕ·lō·w·ah ’ĕ·lō·w·ha ’ĕ·lō·w·hay ’ĕ·lō·w·hāy ’ĕ·lō·w·hê ’ĕlōha ’ĕlōhê ’ĕlōwah ’ĕlōwha ’ĕlōwhay ’ĕlōwhāy ’ĕlōwhê eLoah eLoha eLoHai eloHei le’ĕlōwah le·’ĕ·lō·w·ah Leeloah mê’ĕlōwha mê·’ĕ·lō·w·ha meeLoha veeLoah veleeLoah we’ĕlōwah we·’ĕ·lō·w·ah wə·le·’ĕ·lō·ah wə·le·’ĕ·lō·w·ah wəle’ĕlōah wəle’ĕlōwah